# ピダハン語
ピダハン語（ピダハンご、ピラハ語（ピラハご）、ピラハー語（ピラハーご）、ピラハン語（ピラハンご）、葡: Língua pirarrã、英: Pirahã language）は、ブラジル・アマゾナス州に居住するピダハン族が用いる固有の言語である。

## 概要
ムーラ小語族に属しているが、ムーラ小語族の他の言語はポルトガル語の拡大によってここ数世紀の間に消滅したことから、現在はこの語族の唯一の言語であり、孤立した言語に分類される。
近縁関係にある可能性の言語にはマタナウイ語が存在する。
使用人口は250～380人と見積もられているものの、ピダハン族のほとんどがモノリンガルであり、危機に瀕する言語とは考えられていない。
日本では、2012年にダニエル・エヴェレットによる『ピダハン — 「言語本能」を超える文化と世界観』（みすず書房、原題：Don't sleep, there are snakes、2008年） が出版されたことや、2014年8月16日にNHKＥテレ「地球ドラマチック」において『ピダハン　謎の言語を操るアマゾンの民』（原題：The Amazon Code、制作：オーストラリア、2012年）が放送されて以来知られるようになった。この番組によれば、ピダハン語の文法には再帰が無く、また過去形や未来形といったものが無いという言語学的特徴を備えており、サピア＝ウォーフの仮説に新たな視点を与える可能性があるとしている。
しかし、ピダハン語の文法にそのような特徴があるということを認めていない言語学者もいる。
ブラジルの国立インディオ財団（FUNAI）が現地への立ち入りやピダハン族との接触を厳しく制限しており、ピダハン族の間で現地調査した言語学者が極めて少ないことが、このような論争を起こす一因となっている。
ピダハン族は、アマゾン川の支流のひとつであるマイシ川沿いの4つの村に住んでいる。1700年頃に、金を求めてやってきたポルトガル人と接したことがあるのみで、外からの影響を拒んで暮してきたが、1950年代に麻疹（はしか）が流行して伝道師を受け入れることになった。

## 近年の論争
ダニエル・エヴェレットは20本以上に及ぶ論文と1冊の著書の中で、ピダハン語の特徴を次のように挙げている。
- 現在知られている限りでは最も少ない音素体系の言語の一つであり、それと対応して、非常に幅広い異音のバリエーションが見られる。その中には、非常に珍しい [ɺ͡ɺ̼] や [t͡ʙ̥] という音もある。
- 極端に限定された節構造を持ち、「太郎は結婚したと次郎は考えていると三郎は言った」といった入れ子状の再帰的な文は作れない。
- 明暗以外に、色を表す抽象的な語が存在しない。ただし、これについてはポール・ケイらによって、異議が唱えられている[6]。
- 人称代名詞まるまる一式が、ニェエンガトゥ語（トゥピ語を基礎とする、かつて北ブラジルでリンガ・フランカであった言語）からの借用であるらしい。昔のピダハン語に関しては全く史料がないものの、形態の類似から考えると、この仮説は確度が高い。
- ピダハン語は口笛にも鼻歌にもでき、音楽として記号化もできる。ダニエル・エヴェレットの元妻で言語学者のカレン・エヴェレット（英語版）（以下、カレン）は、現在の言語研究は言語の韻律にはほとんど注目しないために、その意味を多く見逃していると考えている。もしかすると子音と母音はすべて省略でき、意味は音の高低やアクセントやリズムの変化によってのみで伝えられるかもしれない。カレンによれば、母親は子供に、同じ音楽的パターンを歌って言語を教えるという[7]。

エヴェレットは、この言語に再帰が無いことはチョムスキー言語学の根底を崩すものとなると主張している。なお、チョムスキーを含め何人かの言語学者は、たとえピダハン語が再帰を欠くとしても、チョムスキーの理論には影響がないと論じている。

## 音韻
現在知られている限りでは、ロトカス語やハワイ語と並んで、もっとも簡単な音韻体系の言語の一つであると言われる。音素の数は10個と非常に少なく、ロトカス語よりもひとつ少ないという見解があるが、これは [k] が /hi/ の基底であると考えた場合である。
「10個の音素」説は、ピダハン語の諸々の声調について考慮していない。少なくともその内の2つは音素的でありその場合音素は12個まで増える。また、声調は3種であるとの説がある。

### 音素目録
ピダハン語やロトカス語のような極めて小規模で、また異音の幅が広い言語の音素目録を作成する場合には、その音韻組織の特性から、研究者によってかなり異なったものになることに注意されたい。

#### 母音
|    | 前舌 | 後舌 |
| -- | ---- | ---- |
| 狭 | [i]  | [o]  |
| 広 | [a]  | [o]  |

#### 子音
|      |      | 両唇    | 歯茎    | 軟口蓋  | 声門 |
| ---- | ---- | ------- | ------- | ------- | ---- |
| 破裂 | 無声 | [p]     | [t]     | [(k)]   | [ʔ]  |
| 破裂 | 有声 | [b ~ m] | [ɡ ~ n] | [ɡ ~ n] |      |
| 摩擦 | 無声 |         | [s ~ h] |         | [h]  |

/ʔ/ は「x」で表記される。/k/ は /hi/ の異音と言われている。女性はしばしば /s/ の代わりとして /h/ を使う。

## 語彙
ピダハン語にはポルトガル語を中心とした借用語がわずかながら存在する。「kóópo（コップ）」はポルトガル語「copo」から、「bikagogia（商い）」は「mercadoria（商品）」から借用されている。

### 親族関係の語彙
エヴェレットによると、ピダハン族の親族体系は今日知られている人類の文化の中では最も単純なものである。baíxi という一語は日本語の「親」に相当するが、ピダハン語では性差で区別する語がないため母親にも父親にも使われる。また、生物学上の兄弟姉妹より離れた親族関係については考慮にない。

### 数詞と文法上の数
エヴェレットはかつて、「1（hói）」と「2（hoí）」は、ただ声調によって区別されるのみであるとしていたが、その後の論文では、ピダハン語には数の語彙が全く無いとしている。
フランクらの報告には、4人のピダハン語話者に行った二つの実験が記されている。最初の実験は、10個のバッテリーを一つのテーブルに一つずつ置いてゆき、ピダハン語話者に何個あるか尋ねるというものである。この言語に「1」と「2」に相当する語があるという仮説の通りに、4人の話者はみな一様に、1個のバッテリーには「hói」、2個には「hoí」を使い、それ以上には「hoí」と「たくさん」を混ぜた語を使った。次の実験は、最初に10個のバッテリーをテーブルに置き、今度は一つずつ減らしてゆくというものであった。バッテリーが6個になった時、ひとりの話者は（「1」であると考えられていた語である）「hói」を使い、バッテリーが3個になると、4人全員が一様に「hói」を使った。フランクらは、二つの実験における彼らの行動上の差異についての解釈は試みていないが、この二つの語に関しては「『1』のような絶対的な語であるというよりは、『少し（英: few）』『より少し（英: fewer）』というような相対的・比較的な語である可能性の方が遥かに高い」と結論している。文法上では、単数・複数の違いがなく、これは代名詞においてさえも見られない。
この地に学校が開校してからは、ポルトガル語と数学が教えられているため、このようなピダハン族の数概念に関する文化は失われることになった。

### 色の語彙
ピダハン語には色彩を指す抽象語がない数少ない文化の一つであると言われている。こういった文化は、主にアマゾン盆地やニューギニアに見られ、そこでは「明るい」や「暗い」を指すを特定の語のみ存在する。エヴェレットの博士論文にあるピダハン語の小辞典には、色彩の語彙目録があるものの、その後の20年に及ぶ現地調査から、2006年の論文では、これらは色そのものを指す語彙ではなく、色を描写する言い回し（例えば、赤に対して「血（のような）」という具合）であると考えを改めている。

## サピア＝ウォーフの仮説との関係
サピア＝ウォーフの仮説では、ある人が話す言語と、その人の世界の認識の仕方には関係があると考えるが、NHK「ピダハン —謎の言語を操るアマゾンの民」ではピンカーが言語と文化は関係がないと話しているのを紹介している。ピダハン族の数に関する知識とこの仮説の重大な関連性について、フランクらによる結論によると、ピダハン族は目の前にあるものについては数を大体把握できるが、目の前にあるものを、数を認識してくれるよう頼む前に隠してしまうと、困難となってしまう。
ピダハン族は、この文化的ギャップが原因で商売取引でだまされていたので、エヴェレットにごく基本的な数学的能力を付けさせてくれるよう頼み、8ヶ月間に渡ってエヴェレットとともに日々熱心に学んだものの、成果は得られなかった。ピダハン族は自分たちにはこの種のことは身に付けられないと結論し、勉強をやめた。ピダハン族には、10まで数えたり、「1 + 1」が分かる人は一人もいなかった。
エヴェレットは、彼らが数を数えられない理由に、次のような事項をあげている。
- 彼らは数を数えることのない遊動の狩猟採集民であり、それゆえ実践することもない。
- 現在を越えて物事を概括的に述べることに対して文化的制約があり、そのことが数を排除する。
- 何人かの研究者[誰?]によれば、数の語彙や数を数えることは言語上の再帰を基礎とするものであり、ピダハン語には再帰がないので、必然的に数えることができない。

換言すればそれはつまり必要性の欠如であり、それが数える能力とそれに対応する語彙の双方の欠如を説明する。エヴェレットは、ピダハン族が頭の中での認識レベルでも数えることができないとは主張しておらず、前述のように現在ではこの文化は失われつつある。

## 他の言語に関する知識
30年間ピダハン族と共に過ごしたエヴェレットによれば、調査した時点でピダハン語話者のほとんどはピダハン語のみを話すモノリンガルであり、ポルトガル語に関してはわずかな単語を知っているだけだったという。一方、数年間のうち18ヶ月をピダハン族と過ごした人類学者マルコ・アントニオ・ゴンサルヴェス（en:Marco Antonio Gonçalves） は、次のように書いている。
最近では、マンチェスター大学のJeanette Sakelがピダハン語話者におけるポルトガル語の使用状況を研究している。
エヴェレットによれば、ピダハン族がポルトガル語を話す時には、非常に初歩的なポルトガル語の語彙をピダハン語文法を用いながら使い、またそのポルトガル語は極めて特定のトピックに限定されているため、ピダハン族はモノリンガルと言うことができた。彼らは非常に狭い領域の話題においては、極めて制約された語彙を用いてコミュニケーションがとれるので、これはゴンサルヴェスの見解と矛盾しないという。ゴンサルヴェスは、ピダハン族に教わったいくつかの話を丸ごと引用しているが、エヴェレットは、それらの話の中のポルトガル語は、語られたものを文字通り書き起こしたものではなく、ピダハン族のピジン・ポルトガル語からの自由訳であると主張している。

## 言語と再帰
古典的には言語の文法について、英語の基本5文型（SV, SVC, SVO, SVOO, SVOC）といったように、有限個の類型に分類するスタイルがあった。これに対しチョムスキー以降の生成文法の立場では、次のように、再帰が使われるようなかたちで文法を示す。
たとえば "Big furious bears ran." というような文のうち、 "big furious bears" という句は全体として名詞句であるが、「名詞句 → 形容詞+名詞句」「名詞句 → 名詞」という2つの規則により生成が再帰的に行われ、「名詞句 → 形容詞 (形容詞 名詞)」となっていることが重要である。
自然言語一般に「その言語において正しい文」というものは、無限にあるように思われる。このような無限の文は前述のようにして、文法に再帰があることで可能になっていると現代の言語学では考える。また、そのように無限に新しく文を考えられることが、創造性などを支えているようにも思われる。

そしてチョムスキーは、ヒトには一般に初めて見聞きした文であっても、それが正しい文か「非文」かを、何らかの文法にもとづいて認識できる生得的な何かがあるという仮説を提示した。
以上のような背景があることから、もし「再帰が無い言語がある」とすれば、それは大発見である、というような主張につながるわけである。